# 松田詠太郎
松田 詠太郎（まつだ えいたろう、2001年5月20日 - ）は、神奈川県鎌倉市出身のプロサッカー選手。Jリーグ・サガン鳥栖所属。ポジションはミッドフィールダー（MF）。

## 来歴
横浜F・マリノスのアカデミー出身。2018年にU-17日本代表、2019年にはU-18日本代表に招集された。2019年11月13日、2020年からのトップチームへ昇格が発表された。
2020年1月9日、SC相模原へ育成型期限付き移籍で加入した。当初の移籍期間は2021年1月31日までだったがチーム事情からこれを繰り上げ、同年8月3日に横浜F・マリノスへの復帰が発表された。8月9日、第9節の柏レイソル戦で途中出場からJ1デビューを果たした。
2021年1月8日、大宮アルディージャに期限付き移籍で加入した。
2021年12月21日、アルビレックス新潟に期限付き移籍することを発表。新潟時代は右サイドのウィンガーとして活躍を続けた。入団当初はJ2だったチームも、2023年シーズンからJ1に昇格した。
2024年12月23日、4年ぶりに横浜F・マリノスへの復帰が発表。2025年シーズン前のキャンプでは、左ウイングバックという新しいポジションにチャレンジを始めた。
2025年3月14日、サガン鳥栖への期限付き移籍を発表。

## 所属クラブ
- おなりサッカースポーツ少年団（鎌倉市立御成小学校）
- 横浜F・マリノスジュニアユース追浜（鎌倉市立御成中学校）
- 横浜F・マリノスユース（横浜高等学校）
- 2020年 -  横浜F・マリノス
  - 2020年 - 同年8月  SC相模原（期限付き移籍）
  - 2021年  大宮アルディージャ（期限付き移籍）
  - 2022年 - 2024年  アルビレックス新潟（期限付き移籍）
  - 2025年3月 -  サガン鳥栖 (期限付き移籍)

## 個人成績
| 国内大会個人成績 | 国内大会個人成績 | 国内大会個人成績 | 国内大会個人成績 | 国内大会個人成績 | 国内大会個人成績 | 国内大会個人成績 | 国内大会個人成績 | 国内大会個人成績 | 国内大会個人成績 | 国内大会個人成績 | 国内大会個人成績 |
| 年度             | クラブ           | 背番号           | リーグ           | リーグ戦         | リーグ戦         | リーグ杯         | リーグ杯         | オープン杯       | オープン杯       | 期間通算         | 期間通算         |
| 年度             | クラブ           | 背番号           | リーグ           | 出場             | 得点             | 出場             | 得点             | 出場             | 得点             | 出場             | 得点             |
| 日本             | 日本             | 日本             | 日本             | リーグ戦         | リーグ戦         | リーグ杯         | リーグ杯         | 天皇杯           | 天皇杯           | 期間通算         | 期間通算         |
| ---------------- | ---------------- | ---------------- | ---------------- | ---------------- | ---------------- | ---------------- | ---------------- | ---------------- | ---------------- | ---------------- | ---------------- |
| 2020             | 相模原           | 24               | J3               | 7                | 1                | -                | -                | -                | -                | 7                | 1                |
| 2020             | 横浜FM           | 43               | J1               | 15               | 0                | 0                | 0                | -                | -                | 15               | 0                |
| 2021             | 大宮             | 37               | J2               | 10               | 0                | -                | -                | 1                | 0                | 11               | 0                |
| 2022             | 新潟             | 22               | J2               | 38               | 4                | -                | -                | 1                | 0                | 39               | 4                |
| 2023             | 新潟             | 22               | J1               | 21               | 0                | 5                | 2                | 4                | 0                | 30               | 2                |
| 2024             | 新潟             | 22               | J1               | 23               | 1                | 4                | 0                | 2                | 0                | 29               | 1                |
| 2025             | 横浜FM           | 37               | J1               | 0                | 0                | -                | -                | -                | -                | 0                | 0                |
| 2025             | 鳥栖             | 22               | J2               |                  |                  |                  |                  |                  |                  |                  |                  |
| 通算             | 日本             | 日本             | J1               | 59               | 1                | 9                | 2                | 6                | 0                | 74               | 3                |
| 通算             | 日本             | 日本             | J2               | 48               | 4                | -                | -                | 2                | 0                | 50               | 4                |
| 通算             | 日本             | 日本             | J3               | 7                | 1                | -                | -                | -                | -                | 7                | 1                |
| 総通算           | 総通算           | 総通算           | 総通算           | 114              | 6                | 9                | 2                | 8                | 0                | 131              | 8                |

| 国際大会個人成績 | 国際大会個人成績 | 国際大会個人成績 | 国際大会個人成績 | 国際大会個人成績 |
| 年度             | クラブ           | 背番号           | 出場             | 得点             |
| AFC              | AFC              | AFC              | ACL              | ACL              |
| ---------------- | ---------------- | ---------------- | ---------------- | ---------------- |
| 2020             | 横浜FM           | 43               | 1                | 0                |
| 2024-25          | 横浜FM           | 37               | 0                | 0                |
| 通算             | AFC              | AFC              | 1                | 0                |

出場歴
- Jリーグ初出場 2020年6月27日 J3第1節 Y.S.C.C.横浜戦（相模原ギオンスタジアム）
- Jリーグ初得点 2020年7月4日 J3第2節 藤枝MYFC戦（藤枝総合運動公園サッカー場）

## タイトル

### クラブ
アルビレックス新潟
- J2リーグ：1回（2022年）

## 代表歴
- U-17日本代表
- U-18日本代表